# Bode de Gevália

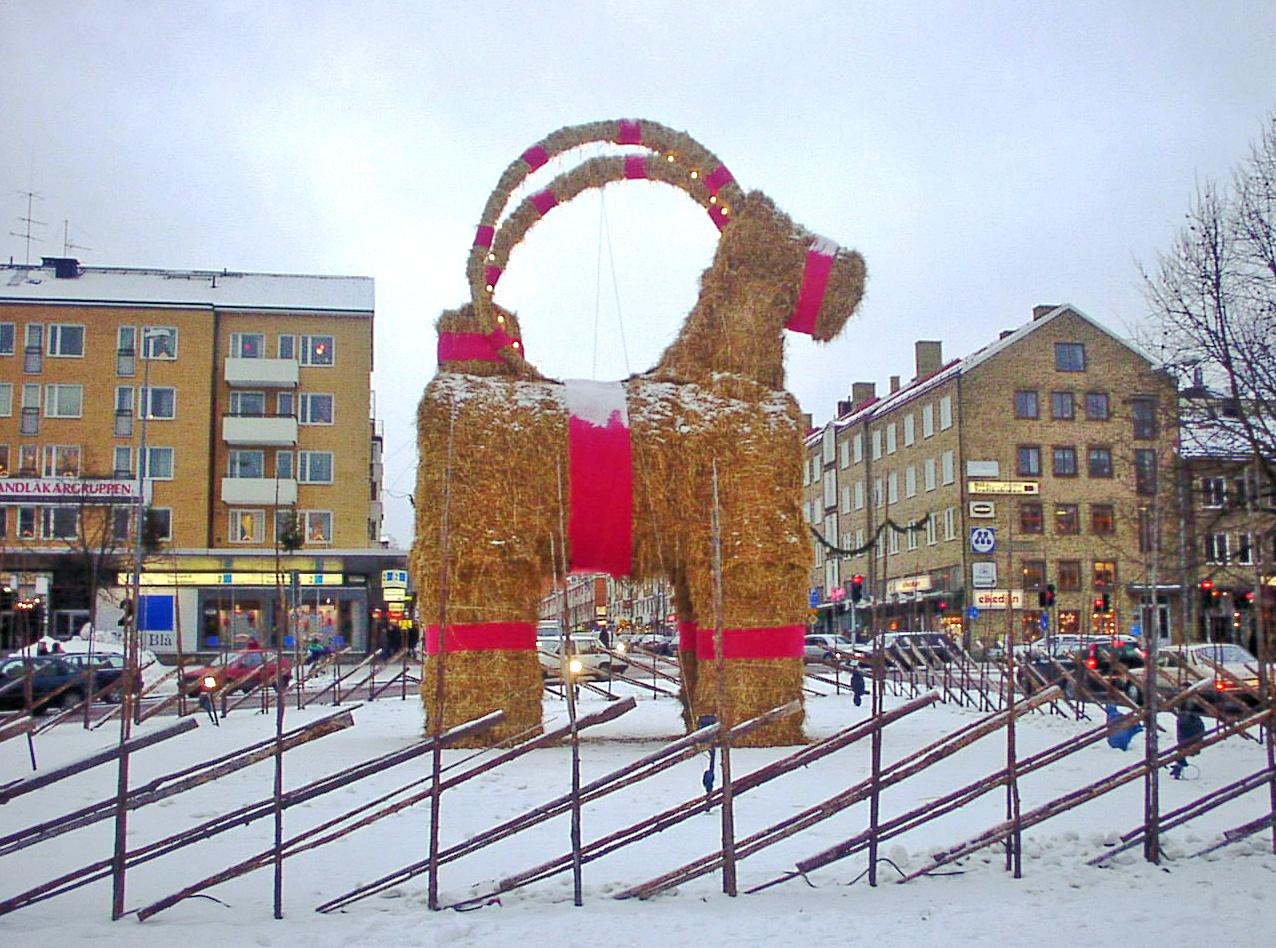
Bode de Gävle

O bode de Gävle (em sueco: Gävlebocken;  PRONÚNCIA) é a versão gigante do tradicional julbock, um bode sueco de Natal, feito de palha, erguido na praça Slottstorget, no centro da cidade de Gävle.

Foi erguido pela primeira vez em 1966 por iniciativa do técnico de publicidade Stig Gavlén, que queria atrair clientes para as empresas localizadas na parte sul da cidade. Construído em 1 de dezembro, foi queimado no dia 31 de dezembro.
Anualmente, desde 1966, o bode foi levantado em 1 de dezembro e na maior parte dos anos, destruído no dia de Santa Luzia, no dia de Natal ou no dia de Ano Novo, sendo geralmente incendiado antes de ser desmontado.

Em 2009, o bode de Gävle foi incendiado no 24º dia depois de um ataque vândalo. Foi a primeira vez que ele foi incendiado antes do dia 31 de dezembro. Em 2016, o bode foi incendiado em 28 de novembro, apenas algumas horas depois de ser montado 